# Dalbury Lees
Dalbury Lees est une paroisse civile du Derbyshire, en Angleterre.